# تمرد كريت (1866–1869)
التمرد الكريتي 1866–1869 أو الثورة الكريتية العظمى هو انتفاضة دامت ثلاث سنوات في جزيرة كريت ضد الحكم العثماني، وهي ثالث الثورات من ناحية الضخامة ضمن سلسلة التمردات الكريتية التي وقعت بين نهاية حرب الاستقلال الكريتية عام 1830 وتأسيس دولة كريت المستقلة عام 1898.

## خلفية
انتفض المسيحيون الكريتيون إلى جانب اليونانيين خلال الثورة اليونانية عام 1821، لكن على الرغم من النجاح الذي حققته الثورة اليونانية في الأرياف، احتفظ العثمانيون بـ 4 بلدات محصنة على الساحل الشمالي (وهي خانية وريثيمنو وكاندية وآغيوس نيكولاوس) واستعاد العثمانيون الجزيرة بحلول عام 1828، فأصبحت تابعة لإقليم مصر (كان محمد علي والي مصر التابعة للإمبراطورية العثمانية، لكنه كان حاكمًا قويًا وشبه مستقل ويملك جيشه الخاص). في عام 1840، أُعيدت كريت إلى الحكم العثماني المباشر، تلا ذلك انتفاضة فاشلة عام 1841 نادت بالاتحاد مع اليونان المستقلة. استطاعت انتفاضة ثانية عام 1858 توفير بعض الامتيازات للجزيرة، مثل حقها في حمل السلاح والمساواة بين المسيحيين والمسلمين في العبادة، وتأسيس مجالس الشيوخ المسيحية المختصة بالتعليم والقانون العرفي وقانون الأسرة. لم ترضِ تلك التنازلات المجتمع الإسلامي هناك، بينما طالب المسيحيون بالمزيد من الامتيازات تزامنًا مع احتفاظهم بهدفهم النهائي، وهو الاتحاد مع اليونان.

## التمرد
تزامنًا مع ازدياد التوترات ضمن الجزيرة، والعرائض العديدة التي رُفعت للسلطان لكن دون جدوى، شُكلت الفرق المسلحة، وأُعلن عن التمرد رسميًا في الحادي والعشرين من شهر أغسطس عام 1866. جلب التمرد على الفور تعاطفًا في اليونان مع المتمردين، وفي باقي أنحاء أوروبا أيضًا. تمكّن المتمردون في البداية من السيطرة على معظم المنطقة الداخلية، لكن كالعادة، ظلّت البلدات الأربع المحصنة على الساحل الشمالي وبلدة إيرابترا في الجنوب بيد العثمانيين.

### أركادي
جلبت إحدى الحوادث بشكل خاص ردود فعل قوية بين دوائر الليبراليين في أوروبا الغربية، وهي «هولوكوست أركادي». وقع هذا الحدث في شهر نوفمبر من عام 1866، حاصرت حينها كتيبة عثمانية ضخمة دير أركادي، الذي كان معقل المتمردين. احتوى الدير 259 فردًا للدفاع عنه، بالإضافة إلى أكثر من 700 طفل وامرأة لجؤوا إلى الدير. عقب عدة أيامٍ من القتال الدامي، اقتحم العثمانيون الدير. في تلك اللحظة، أشعل رئيس الدير النيران في البارود المخزّن ضمن خزائن الدير، ما أدى إلى مقتل الثوار والنساء والأطفال الذين التجؤوا هناك. وفقًا لما أورده الكاتب الأمريكي والقنصل ويليام ستيلمان وآخرون على التيليغراف المُخترع حديثًا حينها، سبب هذا الحدث صدمة كبرى في باقي أنحاء أوروبا وأميريكا الشمالية، وأنقص من شرعية الحكم العثماني.

### سياق تاريخي
بحلول منتصف القرن التاسع عشر، حكم العثمانيون جزيرة كريت لأكثر من قرنين من الزمن، على الرغم من الانتفاضات الدامية والمتكررة من طرف المتمردين الكريتيين. انتفض الكريتيون ضد الاحتلال العثماني خلال حرب الاستقلال اليونانية، أقر بروتوكول لندن عام 1830 عدم إمكانية ضم الجزيرة إلى دولة اليونان الناشئة حديثًا.
في الثلاثين من شهر مارس عام 1856، أجبرت معاهدة باريس السلطانَ العثماني على تطبيق ما يُعرف بـ الخط الهمايوني، والذي منح المساواة الدينية والمدنية للمسيحيين والمسلمين. ترددت السلطات العثمانية في تطبيق أي إصلاحات في كريت. قبل تحوّل الكثيرين إلى الديانة الإسلامية (تحوّل معظم المسيحيين إلى الإسلام ثم رجعوا عنه)، حاولت الإمبراطورية إبطال حرية العقيدة. ازداد سخط الكريتيين إثر فرض ضرائب جديدة وحظر تجوال. في شهر أبريل من عام 1858، التقى خمسة آلاف كريتي في بوتسوناريا. وأخيرًا في السابع من شهر يوليو عام 1858، أُعلن عن مرسوم إمبراطوري يمنح الكريتيين امتيازات في الشؤون الدينية والقضائية والمالية. كان خرق الخط الهمايوني أحد الدوافع الكبرى وراء تمرد عام 1866.